# Onychopterocheilus unipunctatus
Onychopterocheilus unipunctatus är en stekelart som först beskrevs av Amédée Louis Michel Lepeletier 1841.  Onychopterocheilus unipunctatus ingår i släktet Onychopterocheilus och familjen Eumenidae. Inga underarter finns listade i Catalogue of Life.